# 山岡まさえ
山岡 まさえ（やまおか まさえ）は、日本の実業家。一般社団法人日本グルーデコ協会の代表理事として、グルーデコやグルー継ぎなどのクラフト技法の普及と講師育成を行っている。ライフスタイルや手仕事に関する発信も行う。

## 略歴
大阪府出身。
2013年、一般社団法人日本グルーデコ協会を設立。
2014年、株式会社wgluejapanを設立。
全国で講師養成講座やワークショップを展開。
2019年、著書『人生が二度ときめく 主婦社長のすすめ』をマガジンランドより出版。
2024年、雑誌『大人になったら着たい服 2024年春号』に6ページ特集で掲載。 大人になったら着たい服 2024年春号. 主婦と生活社. (2024). ISBN 4391644622
同年、ムック本『服を上手に手放すと、おしゃれはもっと楽になる』に6ページ特集で掲載。 服を上手に手放すと、おしゃれはもっと楽になる. 主婦と生活社. (2024). ISBN 4391644959
2025年6月24日発売の学研ムック『55歳からの、手放して身軽になる暮らし方108』に、暮らしのインフルエンサーの一人として約6ページ特集で掲載。

Instagramでは、60代のライフスタイルやファッション、手仕事に関する投稿を継続的に発信。

## メディア掲載
2022年11月には、マイナビニュースの連載「自分の手で人生を切り開く」にて、主婦から起業家としてのキャリアを紹介するインタビュー記事が掲載された。
2025年2月には、まいどなニュースにて記事が掲載され、クラフトやライフスタイルに関する取り組みが広く紹介された。
同年3月には、ライフスタイルメディア『ナチュラン』にて「60代からの暮らしを軽やかにする 3つのルール」Vol.7に登場。自身の暮らしやクラフトに対する考え方、ファッションとの関わりが紹介された。

## 講演・イベント出演
2020年10月24日、枚方市役所と枚方 蔦屋書店が共催する創業支援イベント「“好きを仕事にする”創業セミナー」の第2回において、講師として登壇。「主婦から起業家へ 〜“好き”を仕事にする働き方〜」をテーマに、自身の経験をもとに起業に至るまでの経緯や、女性が自分の「好き」を活かしてキャリアを築くことについて講演を行った。
2019年、『人生が二度ときめく 主婦社長のすすめ』出版にあわせ、全国の蔦屋書店にて出版記念トークイベントを開催。以下の店舗で登壇を行った。
- 2月9日：枚方T-SITE（大阪）
- 2月13日：なごやみなと蔦屋書店（名古屋）
- 3月1日：二子玉川 蔦屋家電（東京）[7]
- 3月20日：六本松 蔦屋書店（福岡）[8]